# ロビンソン R66
ロビンソン R66
ロビンソン R66
- 用途：汎用ヘリコプター
- 製造者：ロビンソン・ヘリコプター

ロビンソン R66（英語: Robinson R66）とは、アメリカ合衆国のロビンソン・ヘリコプターが開発したヘリコプター。初飛行は2007年11月7日。FAAの型式証明は2010年に取得した。2012年までに300機以上が生産されている。

## 概要
ロビンソン・ヘリコプターが開発したR22及びR44に続くヘリコプターであり、シリーズとしてこれまでのレシプロエンジンと異なり、初めてターボシャフトエンジンを搭載した機体である。一見するとR44と大きな差は無いが、キャビンは5人乗りと拡大され、貨物スペースも有している。ローターシステムなどは基本的に他のロビンソン機と同様で、ロールス・ロイス製のターボシャフトエンジンは胴体後部に取り付けられている。このRR300エンジンは、R66で初めて採用された。
R66の生産開始後もR22及びR44の生産は継続される。

## 要目
- 全高：3.48m
- 全長：11.66 m
- ローター直径：10.06 m
- 自重：581 kg
- エンジン：ロールス・ロイス RR300 ターボシャフトエンジン（300軸馬力）
- 最大速度：259 km/h
- 航続距離：601 km